# Sans famille (film, 1925)
Pour les articles homonymes, voir Sans famille (homonymie).
Pour plus de détails, voir Fiche technique et Distribution.
Sans famille est un film français réalisé par Georges Monca et Maurice Kéroul  en 1925, d'après le roman d'Hector Malot Sans famille.

## Synopsis
Rémy, un enfant volé, est adopté par un vagabond, avec qui il va parcourir la France. Après la mort de ce père adoptif, il fait la connaissance d'un garçon qui connait une partie de son histoire, puis s'embarque pour l'Angleterre où il retrouvera sa mère.

## Fiche technique
- Titre français : Sans famille
- Réalisation : Georges Monca
- Assistant :
- Scénario : d'après le roman éponyme d'Hector Malot
- Décors:
- Photographie :
- Son :
- Montage :
- Musique :
- Production :
- Société de production :
- Pays d'origine :  France
- Langue originale : français
- Format : Noir et blanc
- Genre : drame
- Durée:
- Date de sortie : France : 19 mars 1925

## Distribution
- Leslie Shaw : Rémi
- Denise Lorys : Madame Milligan
- A.B. Imeson : Richard Milligan / James Milligan
- Henri Baudin : Vitalis
- Marie-Ange Fériel : Mère Barberin
- Charley Sov : Barberin
- Robby Guichard : Arthur Milligan
- Jean-François Martial : Driscoll
- Germaine Albert : Madame Driscoll
- Germaine Laurel : Betty
- Millo : Garofoli
- Pierre Hot : Le commissaire
- André Volbert : Galley
- Jeannette Cami : Étiennette
- Gilbert Dacheux : Le grand-père Driscoll
- Olivier : Le docteur français
- Simone Guy : Lise
- G. Mitchell : Le docteur anglais
- Georges Tourez : Mathias
- Lolette Rapha : La Marie
- Louis Monfils : Le maire
- Max Houyez : Gaspard
- Hubert Poncini : Un enfant Driscoll
- Betty Poncini : Une enfant Driscoll
- Léon Pontet : Boxeur
- Marcel Adelphy : Boxeur
- Jacques Ryk : Boxeur
- Allongy : Boxeur